# 櫻田浩三
櫻田 浩三（さくらだ こうぞう、1941年4月19日 - 2016年4月21日）は岩手県出身の元騎手・元調教師。

## 来歴
1961年から東京オリンピック馬術競技の日本代表候補生に選出され、出場馬の世話をするために東京で生活したが、この頃は70kg近く体重があった。
1965年からは郷里・岩手に戻って繋駕速歩専門の騎手となり、後にたゆまぬ努力と過酷な減量を克服して平地競走の免許も取得。1969年には高額賞金レースを数多く制し、大舞台に強い騎手として確固たる地位を築いた。1971年には繋駕速歩が廃止となり、1974年に引退して同年からは調教師へ転身。4月13日の水沢第2競走・イセヒカリオーで初出走初勝利を飾る快挙をやってのけると、2年目の1975年にはサカノエミールが南部駒賞を勝って重賞初制覇。鞍上は後に調教師として南部杯2着のバンケーティングを管理する平澤芳三で、櫻田の初特別勝ちとなった同年のIBC杯でも平澤が手綱をとっていた。その後も順調に勝ち星を重ねていき、1984年には佐藤雅彦が所属騎手となり、1988年と2000年にはリーディングトレーナーを獲得し、調騎会会長の重責も長きにわたって務めた。1990年代に入るとアラブの女傑・シバノアマゾネス、3歳世代で地方最強で謳われたアプローズフラワー、アラブ競馬末期に息長く活躍したタービュレンスらを輩出。シバノアマゾネスは暮れに日帰りで園田まで見に行って馬体に惚れたが、シバノアマゾネスは非常に神経質な馬で、馬運車を拒絶して入らなかった。担当厩務員とあれこれ悩み、色々と試したところ、後ろ向きに入れて扉を閉じて大人しく入ることが判明。転入後は初勝利まで6戦を要したが、その後は重賞3勝を含めて6連勝し、大井の全日本アラブ大賞典は飛行機、高速道路、モノレールなどの音に戸惑って9着に終わるが、帰郷直後の紫桐杯を勝ってアラブ年度代表馬に選ばれた。アプローズフラワーは南部駒賞と東北サラブレッド3歳チャンピオンを制し、後に母としてアテスト、アスペクトを送り出す。
遠征での活躍も目立ち、1999年と2000年には2年連続で管理馬（ガッサンヒカリ、ガッサンホワイト）がJRAの3歳特別戦（中山芝1200m・黒松賞）を勝利。2000年代ではダート中長距離戦線の主的存在であったグローバルゴット、マイル・短距離路線で芝・ダートを問わず活躍したトキオパーフェクトらを輩出したほか、ダートグレード競走でも存在感を示す。2003年東京大賞典4着・2004年名古屋グランプリ3着のデンゲキヒーロー、2005年全日本2歳優駿でグレイスティアラに3/4馬身差2着のアテスト、2006年にはオウシュウクラウンがジャパンダートダービーで3着に入り、パラダイスフラワーがエーデルワイス賞を制覇。鞍上の小林俊彦と共に初めてのグレードタイトルを手にし、特にオウシュウクラウンは2006年の岩手競馬年度代表馬にも輝いている。2008年の冬季休業中にはまとまった数の馬を荒尾に遠征させてレースに出ていたため、騎手や厩務員も大挙して遠征して荒尾で住み込むという力の入れようであったが、櫻田が岩手からの遠征馬の監督役となり、現地で長期滞在。朝の調教を終えて朝食という時に率先して料理を作り、厩務員や同行した記者に振る舞った。
2009年7月13日の盛岡第7競走B2二組ではビバサーストンで勝利し、岩手史上4人目、現役ではただ一人の地方通算1500勝を達成。櫻田自身はシーズンに入るまで全然知らず、専門紙に1500勝まであと10勝と書かれてあったのを見て知ったが、開幕4ヶ月目での記録達成で、上位3着までを独占した。
2010年代もトーホクキング、コミュニティらみちのく大賞典の勝馬、あるいはアスペクト、スペクトル、サプライズハッピーといった2～3歳戦線での活躍馬を送り出し、各世代にまんべんなく有力馬を配しているというイメージを保ち続けた。
2015年には6月7日の盛岡第3競走ファーストステップ2歳新馬をサプライズハッピーで勝利し、現役最多で歴代2位の1800勝を達成。岩手の調教師歴代最高記録である1914勝にも「あと71」まで迫っていたが、晩年は体調不良で入退院を繰り返すようになり、2016年4月21日に死去。75歳没。
2016年4月17日の水沢第10競走駒形賞・トーホクアローが最後の出走で勝利となり、調教師としての通算成績は地方競馬13553戦1843勝、中央競馬34戦2勝。

## 主な管理馬
- サカノエミール（1975年南部駒賞）
- シバノアマゾネス（1992年アラブ王冠・東北アラブチャンピオン・アラブ大賞典、1993年紫桐杯）
- タービュレンス（1996年東北アラブ3歳チャンピオン・全日本アラブ争覇、1997年日高賞、1998年紫桐杯）
- アプローズフラワー（1996年南部駒賞・東北サラブレッド3歳チャンピオン）
- ガッサンヒカリ（2000年金杯・トパーズカップ）
- グローバルゴット（2000年・2001年北上川大賞典、2001年みちのく大賞典）
- デンゲキヒーロー（2003年北上川大賞典、2004年名古屋グランプリ3着・東京大賞典4着）
- トキオパーフェクト（2004年OROカップ・早池峰賞）
- アテスト（2005年若駒賞・南部駒賞・全日本2歳優駿2着）
- オウシュウクラウン（2006年岩手ダービーダイヤモンドカップ・不来方賞・阿久利黒賞・桐花賞・ジャパンダートダービー3着）
- パラダイスフラワー（2006年エーデルワイス賞・南部駒賞、2007年留守杯日高賞）
- アスペクト（2011年若駒賞・南部駒賞・全日本2歳優駿5着、2012年岩手ダービーダイヤモンドカップ）
- トーホクキング（2012年みちのく大賞典）
- コミュニティ（2014年ニューイヤーカップJBC2014・青藍賞・絆カップ・桐花賞、2015年あすなろ賞・みちのく大賞典）
- スペクトル（2014年寒菊賞、2015年金杯・やまびこ賞・ウイナーカップ）
- サプライズハッピー（2015年ビギナーズカップ・プリンセスカップ）

### その他
- ビッグロマンス
- ムーンリットガール
- ユウセンショウ